# Mihail Petre Georgescu
Mihail Petre Georgescu (n. 28 mai 1944) este un deputat român în legislatura 1996-2000, ales în județul Argeș pe listele partidului PDSR. Mihail Petre Georgescu a demisionat pe data de 24 februarie 1997 și a fost înlocuit de deputatul Gheorghe Marin. 